# Album
 For alternative betydninger, se Album (flertydig). (Se også artikler, som begynder med Album)
Ordet album kommer fra latin og betyder hvid, jævnfør ordene albumin (æggehvide) og albino (hvidt dyr).
Ordet blev brugt om de hvidkalkede tavler, som man brugte i Romerriget. Efter at tavlerne ikke mere var hvide, blev ordet brugt om bøger med lister og oversigter. Således er album studiosorum universiteters indskrivningsprotokol.
Album bliver i dag brugt om bøger med samlinger af forskellig slags. Der er især tale om bøger med oprindelig hvide sider, som udfyldes med det, man samler på, f.eks. tegninger, papirklip, autografer, klistermærker, frimærker og mønter. Men efterhånden er forbindelsen til det hvide blegnet, og ordet bruges i dag også om en lp-plade.